# شونس ایفن
شونس ایفن (به آلمانی: Schöneseiffen) یک منطقهٔ مسکونی در آلمان است که در اشلایدن واقع شده‌است. شونس ایفن ۵۸۵ متر بالاتر از سطح دریا واقع شده‌است.